# Курун-Урях

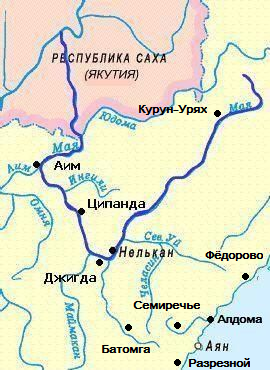

Куру́н-Уря́х — метеостанция в Аяно-Майском районе Хабаровского края. Входит в межселенную территорию.

## География
Метеостанция находится в верховьях реки Мая, на расстоянии 246 км к северо-западу от села Аян, административного центра района. Неподалёку от неё находится прииск Тас-Юрях — полюс холода Хабаровского края.

## Население
| 2002 | 2010 | 2011 | 2012 | 2019 | 2021 |
| ---- | ---- | ---- | ---- | ---- | ---- |
| 14   | ↘5   | →5   | →5   | ↘0   | →0   |